# Andreï Lankov
Andreï Nikolaïevitch Lankov (en russe : Андрей Николаевич Ланьков) est un historien russe spécialiste de la Corée, né le 26 juillet 1963 à Léningrad (désormais Saint-Pétersbourg en Russie).

## Biographie
Lankov a suivi ses études d'histoire à l'université d'État de Léningrad (ainsi que lors d'un séjour à l'université Kim Il-sung de Pyongyang en 1985). Il sort diplômé de l'université de Léningrad en 1989 et commence à y enseigner l'histoire et la langue coréenne. En 1992, Lankov part travailler en Corée du Sud, puis en 1996, il part enseigner à l'université nationale australienne,. En 2004, il rejoint l'université Kookmin de Séoul.
Lankov est aussi éditorialiste au Korea Times, un journal anglophone de Corée du Sud et il produit des analyses pour NK News.
Lankov se décrit comme étant plutôt spécialisé sur la société et l'économie nord-coréennes plutôt que sur les questions d'« affrontements entre factions » (au sein de l'appareil d'État nord-coréen),.

## Ouvrages
- From Stalin to Kim Il Sung: The Formation of North Korea, 1945-1960, Rutgers University Press, octobre 2003  (ISBN 0813531179)
- Crisis in North Korea: The Failure of De-Stalinization, 1956, University of Hawaii Press, décembre 2004  (ISBN 0824828097)
- КНДР вчера и сегодня: Неформальная история Северной Кореи [La RPDC hier et aujourd'hui : une histoire non officielle de la Corée du Nord] (en russe), Vostok-Zapad, 2005  (ISBN 5478000604)
- Быть корейцем [Être coréen] (en russe), Vostok-Zapad, 2006  (ISBN 5170324812)
- The Dawn of Modern Korea: The Transformation in Life and Cityscape, décembre 2007, EunHaeng Namu  (ISBN 9788956602141)
- North of the DMZ: Essays on Daily Life in North Korea, avril 2007, McFarland and Company  (ISBN 0786428392)